# Stazione di Howth
La stazione di Howth (in inglese Howth railway station o Howth DART station, in gaelico stáisiún Bhinn Éadair) è una stazione ferroviaria situata a Howth, paese a nord di Dublino, capitale dell'Irlanda. Consta di due binari operanti e fu aperta il 30 maggio 1847.
È priva di binari morti o di punti d'inversione il che obbliga ad accompagnare i treni turistici a vapore con una locomotiva elettrica, in modo da potere portare i vagoni indietro a Dublino, una volta finito il percorso.
È una della stazioni facente parte della DART, la metropolitana in superficie di Dublino e, nello specifico, della linea denominata Trans-Dublin, di cui costituisce uno dei capolinea settentrionali (l'altro è Malahide).
Sovente la stazione funge da capolinea per i viaggi d'occasione su treni d'epoca e fino al 1959 era una delle stazioni della linea tranviaria conosciuta come Howth tram.